# Malga Ciapela
Malga Ciapéla è uno dei villaggi che compongono Rocca, frazione capoluogo del comune di Rocca Pietore (provincia di Belluno). Sorge poco prima del passo Fedaia, lungo la strada statale 641 del Passo Fedaia.

## Ciclismo
La località è posta lungo la strada che porta al Passo Fedaia, nel tratto considerato come il più impegnativo di tutta l’ascesa : si tratta di un tratto di circa 2-3 chilometri quasi del tutto dritti, con una pendenza media del 12% e una massima del 15. Proprio per questo, in discesa si possono raggiungere velocità ben superiori ai 100 chilometri orari.

## Monumenti e luoghi d'interesse
È un centro turistico, composto principalmente da esercizi alberghieri e negozi. 
Da qui parte la funivia della Marmolada, che collega in tre tronconi la stazione di partenza (1.450 m) alla stazione “Punta Rocca” (3.265 m), in prossimità di Punta Penia (3.342 m), il picco più alto delle Dolomiti. Al termine del secondo tratto della funivia (Piz Serauta, 2.950 m), si trova un museo dedicato alla prima guerra mondiale, con le testimonianze dei combattimenti avvenuti su quelle montagne. 
Presso Malga Ciapela passa l'Alta via n. 2, che da Bressanone giunge a Feltre.
Nelle vicinanze sorge il Parco naturale dei Serrai.